# Ibrahima Niasse
Baye Ibrahima Niasse (Dakar, 18 aprile 1988) è un ex calciatore senegalese, di ruolo difensore o centrocampista.

## Caratteristiche tecniche
Difensore centrale, può giocare sia come mediano sia come interno di centrocampo.